# Статєєва Валентина Іванівна
Статє́єва Валенти́на Іва́нівна (нар. 6 листопада 1949, с. Смідин, тепер Старовижівського району Волинської області) — український мовознавець, доктор філологічних наук з 1999 року, професор з 2001 року.

## Біографія
Закінчила у 1971 році українське відділення філологічного факультету Ужгородського державного університету. Відтоді працює— на кафедрі української мови цього університету.
Протягом 1976—1980 рр. навчалася в заочній аспірантурі на кафедрі української мови цього університету під керівництвом професора Й. О. Дзендзелівського.
У 1982 році на спецраді Ужгородського університету захистила кандидатську дисертацію зі спеціальності «українська мова» на тему «Дедемінутивація в українській мові» (науковий керівник — проф. Й. О. Дзендзелівський). З 1985 по 1999 рр. перебувала на посаді доцента кафедри української мови.
Вчене звання доцента присвоєно у 1988 році. В 1998 році в Інституті української мови НАН України захистила докторську дисертацію на тему «Світоглядно-мовна концепція українських письменників кінця XIX — початку ХХ ст. (на матеріалах спадщини М. Коцюбинського, Лесі Українки, Б. Грінченка)».
З 1999 року й по сьогодні перебуває на посаді професора кафедри української мови Ужгородського університету. Вчене звання професора їй присвоєно в 2001 році.
Досліджує проблеми історії української літературної мови та мовної ситуації в Україні 19 — поч. 20 ст.

## Праці
Науковий доробок науковця становить 106 праць.
- монографії:
  - «Українські письменники про проблеми літературної мови та мовознавства кінця XIX — поч. XX ст. (на матеріалах спадщини М. Коцюбинського, Лесі Українки, Б. Грінченка та ін.)» (1997),
- «Роль Тараса Шевченка в історії української літературної мови» (2001, у співавт.);
- навчально-методичні посібники:
  - «Історія української літературної мови» у 2-х частинах (2001),
  - «Назви метеорології українських говорів Закарпаття, зібрані М. А. Грицаком» (1999)
- статті:
  - «Питання літературної мови в листах І. Франка» (1986),
  - «Дискусія про українську мову 1898 року» (1995),
  - «М. П. Драгоманов — оборонець української мови на міжнародному рівні» (2000),
  - «Дослідження мовних позицій українських культурних діячів XIX—XX ст. — актуальний напрям соціолінгвістики» (2001),
  - Назви на позначення території України, українців, української мови в європейських джерелах ХІІІ–ХVІІІ ст. (2013) та ін.

Автор ряду нарисів в енциклопедії «Українська мова». Автор понад 90 публікацій.